# Aguirre (singel)
Aguirre – pierwszy singel polskiego punkrockowego zespołu muzycznego Armia z 1987 roku.
Materiał został nagrany w kwietniu 1986 roku w Studio Wawrzyszew w Warszawie. Realizacja: Wojciech Kowalczyk.

## Lista utworów
1. "Aguirre"
2. "Trzy znaki"
3. "Saluto"

## Ekipa
- Tomasz „Tom” Budzyński – śpiew
- Robert „Afa” Brylewski – gitara
- Janusz Rołt – perkusja
- Tomasz „Żwirek” Żmijewski – gitara basowa
- Sławomir „Merlin” Gołaszewski – saksofon
- Wojciech Konikiewicz – klawisze